# Ескиташлъ
Ескиташлъ или Помак ташлъ (на турски: Eskitaşlı) е село в Източна Тракия, Турция, Вилает Лозенград. Населението му е 779 жители (по приблизителна оценка от декември 2017 г.).

## География
Селото се намира на 15 км северно от Люлебургаз.

## История
Селото е основано през 1898 от помаци, преселници от България.